# 早川怜
早川 怜（はやかわ りょう、1981年5月22日 - ）は、日本のスポーツトレーナー。大阪府大阪市出身。東洋医療専門学校卒業。
愛称は「ミンチ」

## 来歴
1981年5月22日、大阪府大阪市に生まれる。清風高等学校→鳥取大学。
鳥取大学卒業後スポーツトレーナーの道に進むために東洋医療専門学校に入学。在籍中にトレーナー活動を始め、2007年にはプロゴルファーの石川遼、北田瑠衣などの指導を行う。2008年にはプロゴルファーの平塚哲二、久保谷健一の専属トレーナーとして活動。
平塚は2010年にはアジアンツアーで年間3勝、2011年アジアパシフィックパナソニックオープンでは優勝し、久保谷は2012年日本オープンゴルフ選手権優勝などの活躍をサポートしていた。
2010年新井貴子と契約のちに2012年ミス日本グランプリ受賞。2014年パリ・コレクションなどの世界の舞台に活躍に貢献。　2015年当時ボクシング２階級制覇の長谷川穂積と契約し、見事３階級制覇達成。
2020年はプロゴルファー木下綾介と契約し、2021年には日本ゴルフツアー選手権、ダンロップ・スリクソン福島オープンと2戦連続優勝に貢献。
木下と同級生の松山英樹の指導も行っていた。

## 人物・エピソード
ニックネームの「ミンチ」はプロゴルファーの平塚哲二が命名。
師匠は阪神タイガースの桧山進次郎や陸上競技100mの日本記録保持者である山縣亮太を指導していた仲田健トレーナー。
鳥取大学では、父親が建築関係の仕事をしていたため土木工学専攻していた。

## 作品

### DVD
- プロアスリート帯同トレーナーが教える「超要筋トレーニング」～スポーツ動作向上メソッド〜[11]

## 出演

### ラジオ
- 鬼教官とミンチのスポーツよもやま話（和歌山放送）